# Phanaeus bispinus
Phanaeus bispinus är en skalbaggsart som beskrevs av Bates 1868. Phanaeus bispinus ingår i släktet Phanaeus och familjen bladhorningar. Inga underarter finns listade i Catalogue of Life.